# Adidas vs Puma - Due fratelli in guerra
Adidas vs Puma - Due fratelli in guerra (Duell der Brüder - Die Geschichte von Adidas und Puma che si traduce letteralmente in Il duello dei fratelli - La storia della Adidas e della Puma) è un film tedesco diretto da Oliver Dommenget. Trasmesso il 25 marzo 2016 in Germania sul canale RTL Television.
Il film racconta in modo biografico la storia tra i fratelli Adolf e Rudolf Dassler e la relativa nascita delle aziende Adidas e Puma.
In Italia il film è andato in onda su Sky Arte il 2 febbraio 2015.

## Trama
All'inizio degli anni '20, i fratelli Adi e Rudolf Dassler fondano la loro fabbrica di scarpe a Herzogenaurach. I due si completano perfettamente nell'azienda: mentre Adi è un visionario e un inventore, Rudolf è un talento di vendita, e assume la parte commerciale. Durante la seconda guerra mondiale, il Reich non concede la sua approvazione per la produzione di scarpe né eventualmente di stivali. Rudolf deve andare al fronte, mentre suo fratello Adi rimane a Herzogenaurach, perché classificato come lavoratore indispensabile. A guerra finita gli Alleati scoprono che la compagnia ha fabbricato armi per i nazionalsocialisti durante la guerra. Solo una volta appreso che la società Adidas fabbricò le scarpe con le quali Jesse Owens vinse quattro medaglie d'oro ai Giochi Olimpici del 1936, abbandonano il loro piano di distruggere la fabbrica.
Le tensioni tra i fratelli sono in aumento a causa di diverse circostanze. Dopo aspri litigi, decidono quindi di annunciare allo staff dell'azienda che vogliono continuare a operare in due società separate in futuro. La maggior parte dei dipendenti sta con Adi, come la maggior parte dei calzolai, mentre il reparto vendite segue quasi completamente suo fratello, che ora sta cercando di costruire un'azienda rivale con il suo soprannome Puma.
Durante una partita di calcio Adi Dassler ha l'idea di fornire le scarpe della sua casa con tre strisce bianche, distinguendosi dalla singola striscia della Puma. La Nazionale tedesca vince finalmente contro l'Ungheria la finale della Coppa del Mondo 1954, con l'attrezzatura di Adi (Rudolf si era rifiutato di sponsorizzare la nazionale, ritenendola non competitiva). Dopo la partita, Adi scopre un messaggio di suo fratello negli spogliatoi dello stadio di Berna, in cui si congratula con lui.